# آیگوئل آرژانتیر
آیگوئل آرژانتیر (به لاتین: Aiguille d'Argentière) یک کوه در سوئیس است که در کانتون وله واقع شده‌است. آیگوئل آرژانتیر ۳٬۹۰۱ متر بالاتر از سطح دریا واقع شده‌است.